# Berchères-sur-Vesgre
Berchères-sur-Vesgre település Franciaországban, Eure-et-Loir megyében. Lakosainak száma 855 fő (2022. január 1.). Berchères-sur-Vesgre Boissets, Tilly és Saint-Ouen-Marchefroy községekkel határos.

## Népesség
A település népességének változása:
| Lakosok száma | 428  | 648  | 684  | 814  | 819  | 832  | 849  | 847  | 842  | 855  |
|               | 1968 | 1982 | 1990 | 2006 | 2013 | 2015 | 2017 | 2019 | 2020 | 2022 |